# Roosevelt Roberts
Roosevelt Alexander Roberts (11 de febrero de 1994, Miami, Florida, Estados Unidos) es un artista de artes marciales mixtas (MMA) estadounidense que actualmente compite en la división de peso ligero de Ultimate Fighting Championship (UFC).

## Antecedentes
Roberts nació en Miami, Florida, en 1994. Después de que su madre abandonara a la familia debido a la violencia doméstica, Roberts comenzó a vivir con amigos y miembros de la familia siempre que pudieran acogerlo. Roberts comenzó a vender drogas y a robar para mantenerse. Como resultado, terminó en un centro correccional para jóvenes en San Francisco, California, durante un año. Roberts empezó a dar un giro a su vida a los 19 años, cuando nació su hija, y comenzó a entrenar en MMA. Hizo su primera pelea amateur en 2014 y se convirtió en profesional en 2016. Roberts se entrena en Adrenaline MMA en San Bernardino bajo la dirección del entrenador principal Adam Rothwieler y en Carlson Gracie Temecula bajo el entrenador de jiu-jitsu brasileño Tom Cronin.

## Carrera en las artes marciales mixtas

### Carrera temprana
Después de una carrera amateur de 6-1, comenzó su carrera profesional de MMA en 2016. Acumuló un récord de 5-0 antes de su permanencia en la serie de competencia de mma The Ultimate Fighter 28 UFC TV que posteriormente fue firmado por UFC después del programa.

### Dana White's Tuesday Night Contender Series
Apareció en el programa de la serie web Dana White's Contender Series 15 el 21 de julio de 2018 enfrentándose a Garrett Gross. Ganó el combate por sumisión en el segundo asalto y fue contratado por UFC.

### Ultimate Fighting Championship
Hizo su debut en la UFC el 20 de noviembre de 2018 contra Darrell Horcher en The Ultimate Fighter 28 Finale. Ganó el combate por sumisión en el primer asalto. Esta victoria le valió el premio a la Actuación de la Noche.
Se enfrentó a Thomas Gifford el 27 de abril de 2019 en UFC Fight Night: Jacaré vs. Hermansson. Ganó el combate por decisión unánime.
Se enfrentó a Vinc Pichel el 29 de junio de 2019 en UFC on ESPN: Ngannou vs. dos Santos. Perdió el combate por decisión unánime.
Se enfrentó a Alexander Yakovlev el 9 de noviembre de 2019 en UFC Fight Night: Magomedsharipov vs. Kattar. Ganó el combate por decisión unánime.
Tenía previsto enfrentarse a Matt Frevola el 25 de abril de 2020. Sin embargo, el 9 de abril, los responsables de la promoción desecharon el emparejamiento debido a la pandemia de COVID-19.
Se enfrentó a Brok Weaver el 30 de mayo de 2020 en UFC on ESPN: Woodley vs. Burns. En el pesaje, Weaver pesó 157.5 libras, 1.5 libras por encima del límite de peso ligero de 156 libras. Se le impuso una multa del 20 por ciento de su bolsa y el combate con Roberts continuó con el peso acordado. Ganó el combate por sumisión en el segundo asalto.
Se enfrentó a Jim Miller el 20 de junio de 2020 en UFC on ESPN: Blaydes vs. Volkov. Perdió el combate por sumisión en el primer asalto.
Su combate con Matt Frevola fue reprogramado y se espera que tenga lugar el 12 de septiembre de 2020 en UFC Fight Night: Waterson vs. Hill. El 11 de septiembre de 2020, Frevola se retiró del combate contra, alegando una lesión. Fue sustituido por el recién llegado Kevin Croom. Perdió el combate por sumisión en el primer asalto. El 4 de noviembre, la Comisión Atlética del Estado de Nevada (NSAC) anunció que el combate con Croom se anularía y se convertiría en un no contest, después de que Croom diera positivo por marihuana.
Se enfrentó a Ignacio Bahamondes el 21 de agosto de 2021 en UFC on ESPN: Cannonier vs. Gastelum. Perdió el combate por nocaut en el tercer asalto.

## Vida personal
Roosevelt tiene dos hijos.

## Campeonatos y logros
- Ultimate Fighting Championship
  - Actuación de la Noche (una vez)  vs. Darrell Horcher[13]

## Récord en artes marciales mixtas
| Resultado     | Récord   | Oponente           | Método                                     | Evento                                      | Fecha                    | Ronda | Tiempo | Localización             | Notas |
| ------------- | -------- | ------------------ | ------------------------------------------ | ------------------------------------------- | ------------------------ | ----- | ------ | ------------------------ | --- |
| Derrota       | 10-3 (1) | Ignacio Bahamondes | KO (patada trasera giratoria)              | UFC on ESPN: Cannonier vs. Gastelum         | 21 de agosto de 2021     | 3     | 4:55   | Las Vegas, Nevada        | |
| Sin resultado | 10-2 (1) | Kevin Croom        | Sin resultado                              | UFC Fight Night: Waterson vs. Hill          | 12 de septiembre de 2020 | 1     | 0:31   | Las Vegas, Nevada        | Originalmente una victoria por sumisión (estrangulamiento por guillotina) para Croom; anulada después de que diera positivo por marihuana. |
| Derrota       | 10-2     | Jim Miller         | Sumisión (barra de brazo)                  | UFC on ESPN: Blaydes vs. Volkov             | 20 de junio de 2020      | 1     | 2:25   | Las Vegas, Nevada        | Combate de peso acordado (160 libras). |
| Victoria      | 10-1     | Brok Weaver        | Sumisión (estrangulamiento por detrás)     | UFC on ESPN: Woodley vs. Burns              | 30 de mayo de 2020       | 2     | 3:26   | Las Vegas, Nevada        | Combate de peso acordado (157.5 libras); Weaver no alcanzó el peso.                                                                        |
| Victoria      | 9-1      | Alexander Yakovlev | Decisión (unánime)                         | UFC Fight Night: Magomedsharipov vs. Kattar | 9 de noviembre de 2019   | 3     | 5:00   | Moscú                    | |
| Derrota       | 8-1      | Vinc Pichel        | Decisión (unánime)                         | UFC on ESPN: Ngannou vs. dos Santos         | 29 de junio de 2019      | 3     | 5:00   | Minneapolis, Minnesota   | |
| Victoria      | 8-0      | Thomas Gifford     | Decisión (unánime)                         | UFC Fight Night: Jacaré vs. Hermansson      | 27 de abril de 2019      | 3     | 5:00   | Sunrise, Florida         | |
| Victoria      | 7-0      | Darrell Horcher    | Sumisión (estrangulamiento por guillotina) | The Ultimate Fighter: Heavy Hitters Finale  | 30 de noviembre de 2018  | 1     | 4:50   | Las Vegas, Nevada        | Actuación de la Noche. |
| Victoria      | 6-0      | Garrett Gross      | Sumisión (estrangulamiento por detrás)     | Dana White's Contender Series 15            | 31 de julio de 2018      | 2     | 2:13   | Las Vegas, Nevada        | |
| Victoria      | 5-0      | Tommy Aaron        | TKO (puñetazos)                            | Bellator 192                                | 20 de enero de 2018      | 1     | N/A    | Inglewood, California    | |
| Victoria      | 4-0      | Shohei Yamamoto    | TKO (puñetazos)                            | CXF 9                                       | 19 de agosto de 2017     | 2     | 1:47   | Studio City, Los Ángeles | Ganó el Campeonato Interino de Peso Ligero de la CXF.                                                                                      |
| Victoria      | 3-0      | Dominic Clark      | Sumisión (estrangulamiento por guillotina) | CXF 8                                       | 17 de junio de 2017      | 1     | 1:47   | Burbank, California      | |
| Victoria      | 2-0      | Andrew Kauppila    | TKO (puñetazos)                            | KOTC: Groundbreaking                        | 6 de mayo de 2017        | 1     | 0:23   | San Jacinto, California  | |
| Victoria      | 1-0      | Michael Thomas     | Sumisión (estrangulamiento por guillotina) | California Fight League 9                   | 22 de octubre de 2016    | 1     | 2:58   | Victorville, California  | Debut en el peso ligero. |